# Buhaiivka, Orativ
Buhaiivka (în ucraineană Бугаївка) este un sat în comuna Iakîmivka din raionul Orativ, regiunea Vinnița, Ucraina.

## Demografie
Componența lingvistică a localității Buhaiivka
     Ucraineană (97,54%)
     Alte limbi (0,93%)
Conform recensământului din 2001, majoritatea populației localității Buhaiivka era vorbitoare de ucraineană (97,54%), existând în minoritate și vorbitori de armeană (1,54%).